# Susaaen
|  | Denne artikel er oprettet af botten PalnaBot ud fra en ekstern database. Den kan derfor have sproglige fejl eller mangler. Denne skabelon kan fjernes efter kontrol af indholdet. |

Susaaen er en film instrueret af Hans Reichstein-Larsen.

## Handling
Sedværdigheder langs Susåen vises. Åen løber langs Gisselfelt og Holmegård. Fensmark præstegård, hvor digteren Christian Winther stammer fra. Holmegård glasværk, med glaspustere i arbejde. Der rives hø ved åens bredder. Næsbyholm. Tystrup-Bavelse Sø. Holløse Mølle med ålekiste. Herlufsholm med elever, der holder fest, går i procession og dyrker sport. Munkemølle papfabrik i Næstved. Næstved by. Karrebæksminde. Kanalen langs Suså.